# Ksar Akil

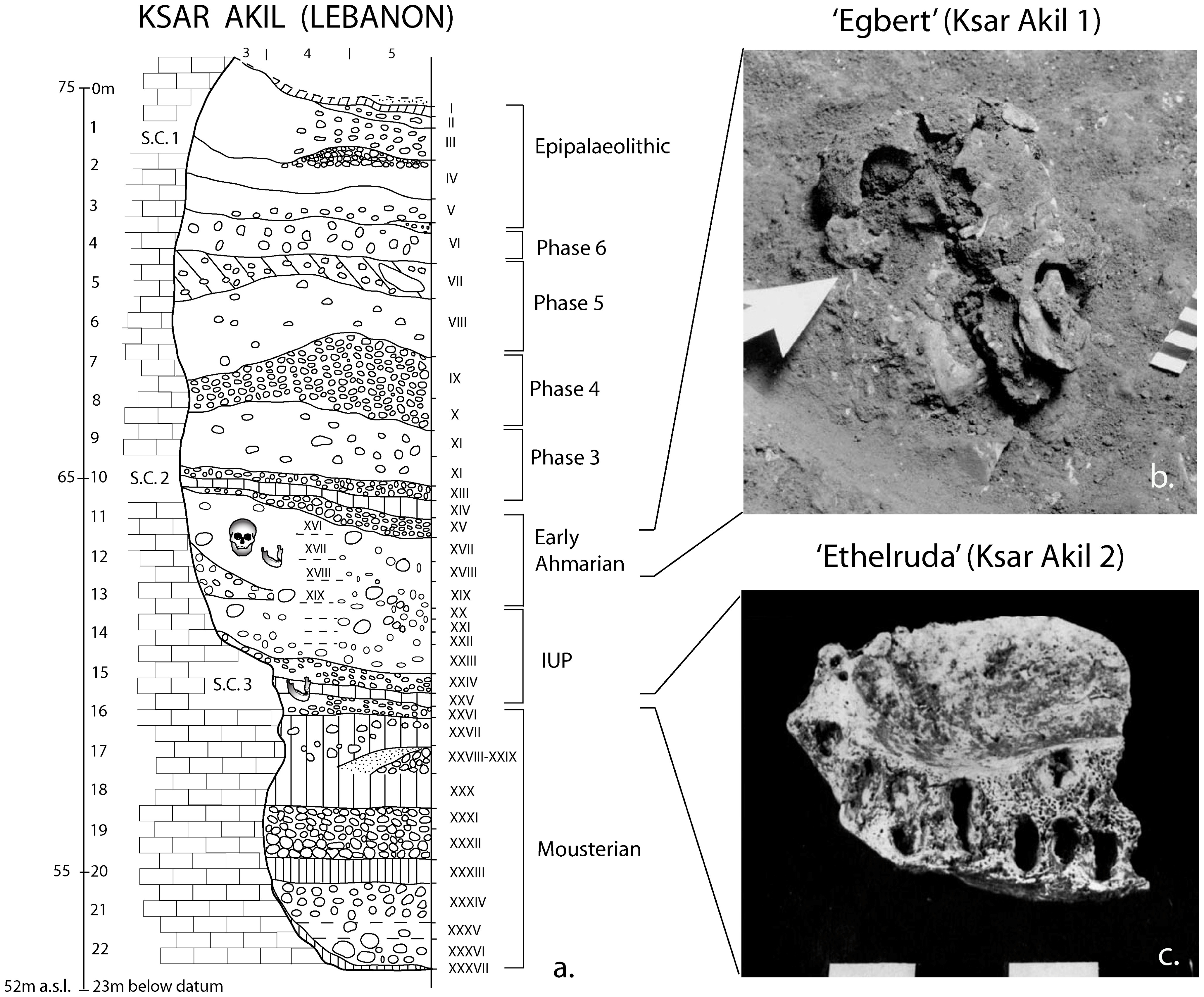
Seqüència de capes de Ksar Akil, i descobriment de dos fòssils dHomo sapiens, datats entre el 40800 ae i 39200 ae per a "Egbert", i entre 42400 ae i 41700 ae per a "Ethelruda"

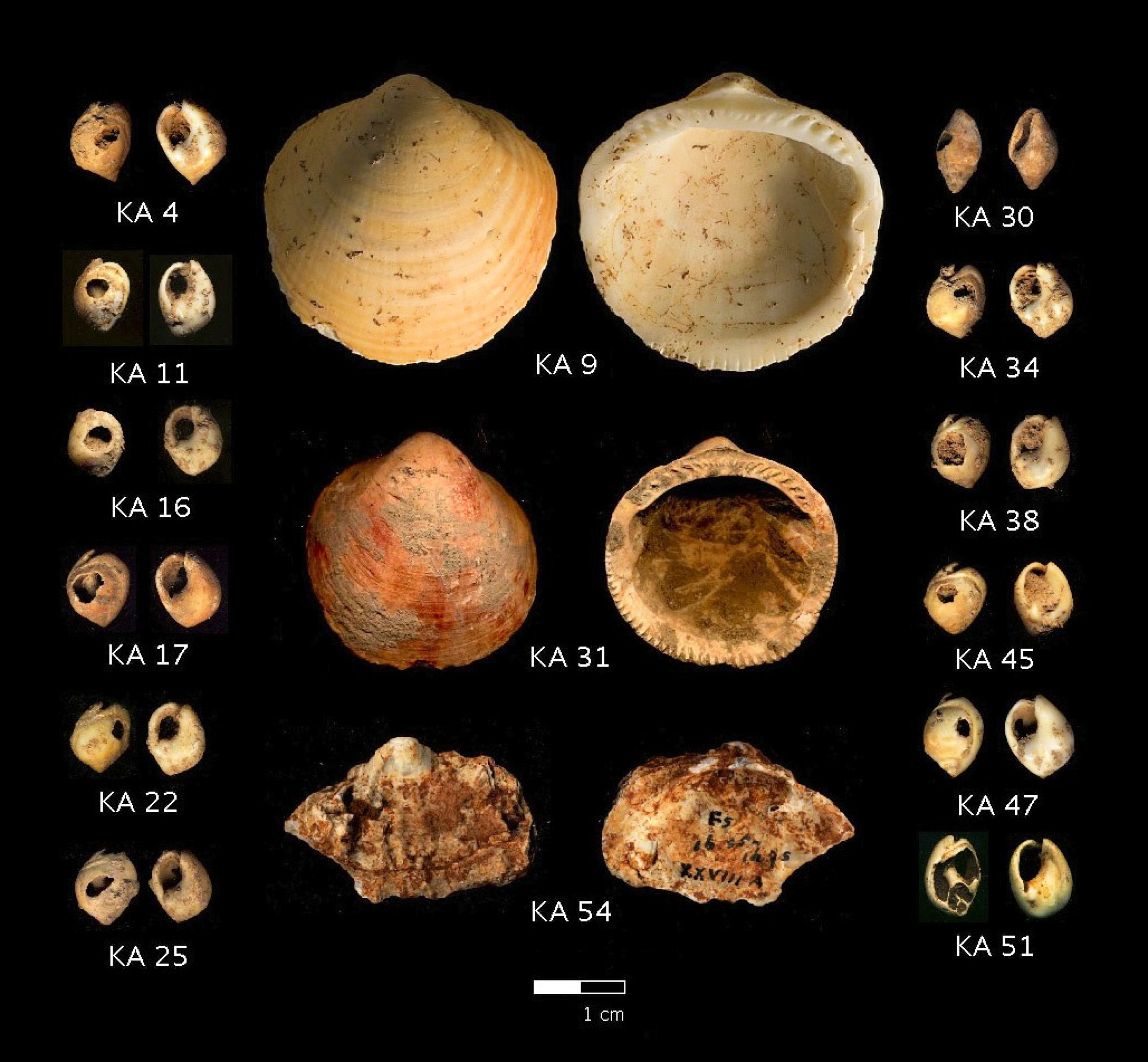
Petxines de caragol i mol·luscs trobats a Ksar Akil

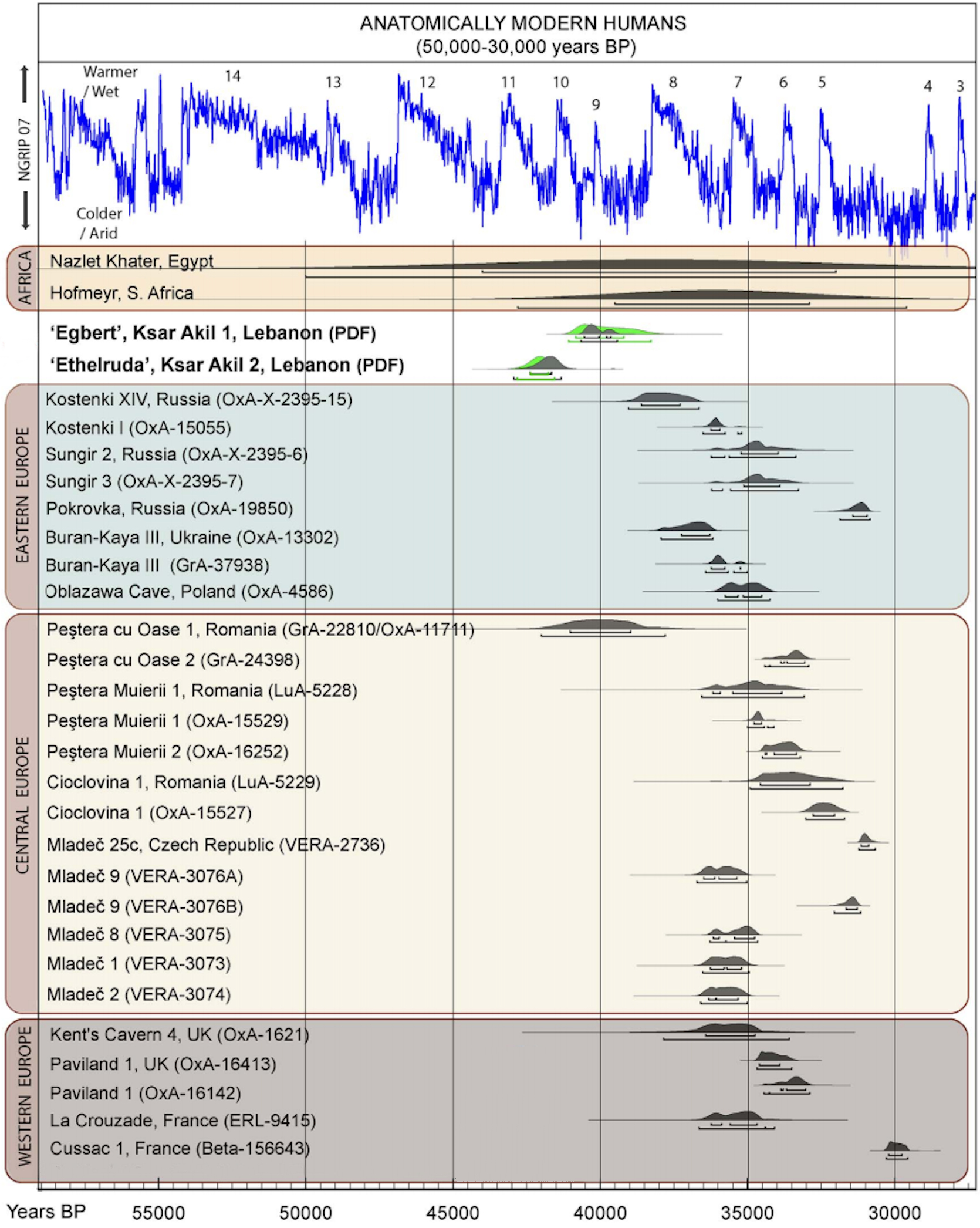
Restes arqueològiques conegudes d'humans anatòmicament moderns a Europa i Àfrica, datats directament, datacions de radiocarboni calibrades a partir del 2013

Ksar Akil (també anomenat  Ksar 'Akil o Ksar Aqil) és un jaciment arqueològic a 10 km al nord-est de Beirut. Es troba a uns 800 metres a l'oest de la deu d'Antelias, a la riba nord de l'afluent del uadi Antelias. És una gran balma davall un escarpat penya-segat de pedra calcària.
El va observar per primera volta Godofred Zumoffen el 1900  i l'estudià per primera vegada E. Day el 1926. El va excavar sistemàticament J. G. Doherty, S. J., i J. F. Ewing, S. J., el 1937-1938 i de nou el 1947-1948, i més tard Jacques Tixier els 1969-1975, abans que la recerca fos interrompuda per la Guerra Civil libanesa.
Les excavacions revelaren dipòsits ocupacionals que arribaven fins a una fondària de 23, 6 m, amb una de les seqüències més llargues d'indústria lítica de sílex del Paleolític mai no trobada a l'Orient Pròxim. El primer nivell de 8 m contenia restes de Levallois-mosterià superiors, amb ascles llargues i triangulars. El nivell superior presentava indústries corresponents a les sis etapes del Paleolític superior. En la primera fase d'aquest nivell (XXIV), a uns 15,2 m per sota del punt de referència, aparegué una punta d'Emiran associada a la mandíbula d'homínid Ksar Akil 2. Els estudis de Hooijer demostraren que les cabres i gaseles dama eren les dominants en la fauna juntament amb Stephanorhinus (rinoceronts d'Euràsia) en els nivells Levallois-mosterians posteriors.
Se suposa que és un dels primers jaciments coneguts que contenen tecnologies del Paleolític superior, i objectes culturals ahmarians. Els artefactes recuperats en el jaciment són ascles, el principal tipus d'eina trobat, juntament amb petxines perforades i modificacions de la vora que indiquen que es van utilitzar com a penjolls o granadures. Això demostra que els habitants foren dels primers d'Euràsia occidental a utilitzar adorns personals. Els resultats de la datació per radiocarboni revelen que els primers humans podrien haver viscut en el jaciment fa uns 45.000 anys o més. La presència d'adorns personals a Ksar Akil suggereix una  modernitat conductual, i són contemporanis als dels jaciments de l'edat de pedra tardana com ara Enkapune Ya Muto.
El 1964, el Departament d'Antiguitats rescatà el jaciment de la seua sepultura sota el llot de les màquines de grava, tot i que està pràcticament irrecognoscible per les operacions d'extracció, amb la tartera soterrada per tones de terra.
A banda de 10 dents de la cova Üçağızlı al sud de Turquia, Ksar Akil és l'únic jaciment amb restes d'homínids del Paleolític superior recent i del Paleolític superior inicial del Llevant descobert fins ara.

## Homininis

### Ksar Akil 1: "Egbert"
Un esquelet complet d'un Homo sapiens juvenil, denominat Ksar Akil 1, o més comunament conegut com a Egbert, es va descobrir en el nivell XVII  a 11,6 m cimentat en bretxa. En el moment de la seua mort, s'estima que Egbert tenia entre 7 i 9 anys i, a causa de ser tan petit, podria ser una xiqueta. Estava cobert per un munt de còdols, la qual cosa pot indicar un enterrament deliberat. Prop de l'enterrament es trobà un segon maxil·lar i alguns fragments de costelles, i això indica que un segon individu també podia haver estat soterrat al mateix lloc. Egbert només es coneix per descripcions, fotografies i motles reconstruïts del crani, actualment en el Museu Nacional de Beirut, després d'haver estat estudiat als Estats Units d'Amèrica. Ewing regalà el crani d'Egbert al Museu Nacional de Beirut, i es desconeix què va fer amb la resta de l'esquelet, però totes dues parts es van perdre.
La datació per radiocarboni i l'anàlisi bayesiana donen suport a una edat compresa entre el 40800 i 39200 abans de la nostra era.

### Ksar Akil 2: "Ethelruda"
El 1947 es va descobrir el fragment d'un maxil·lar, designat Ksar Akil 2, i denominat Ethelruda, en material del nivell XXVI o XXV, a l'entorn de 15 m, estratigràficament més profund que Egbert. La capa en què es trobà Ksar Akil 2 és l'inici del Paleolític superior inicial al Llevant. En aquest nivell també es va trobar una punta d'Emiran.
Ethelruda es va creure perduda durant molts anys; es va localitzar, però, en un magatzem del Museu Nacional de Beirut.
El maxil·lar es va descriure al principi com el d'una femella adulta "neandertaloide". A causa de la petita grandària i a les cavitats dentals, Ksar Akil 2 s'ha descrit com a semblant al maxil·lar de la Cova de Tabun, dels neandertals de Gibraltar, dels homínids de Skhul i Qafzehl IV i i  l'humà de La Chapela de Vegena. Aquestes similituds, però, s'han qüestionat des de llavors, i ara es considera un humà arcaic. D'altra banda, el sòl nasal està deprimit i l'espècimen manca de fossa canina, característiques dels neandertals. Les il·lustracions originàries d'aquest material han resultat insuficients per a demostrar amb certesa si Ethelruda és com l'humà de la Chapela de Vegena, sapiens o neandertal, o bé un híbrid.
La datació per radiocarboni i els models bayesians donen suport a un rang d'edat de 42,4-41,7 ka BP per a Ethelruda.